# 504 до н. е.

## Події

### У Римі
Консулами Римської республіки були обрані Публій Валерій Публікола та Тіт Лукрецій Триципітін. Консули успішно воювали з сабінянами, за що отримали тріумф. Також відбили напад етрусків з міста Вейї.

### Астрономічні явища
- 5 січня. Часткове сонячне затемнення.[1]
- 4 лютого. Часткове сонячне затемнення.[1]
- 2 липня. Часткове сонячне затемнення.[1]
- 31 липня. Часткове сонячне затемнення.[1]
- 25 грудня. Кільцеподібне сонячне затемнення.[1]

## Померли
- Кімон — давньогрецький полководець.